# Lore Krainer
Lore Krainer, née le 4 novembre 1930 à Graz, Styrie et décédée le 3 juillet 2020 à Oberwaltersdorf, est une artiste de cabaret, chanteuse, compositrice et auteure autrichienne. Elle a créé de plus de 3 000 chansons.

## Biographie
Lore Krainer a étudié le piano au conservatoire de sa ville natale. Pendant quelques années, elle a travaillé dans une école de piano. Elle a d'abord tenu le restaurant Girardi-Keller dans la Leonhardstraße 28, à Graz, où elle se produisait avec ses propres textes et chansons. En 1972, elle a été engagée par Gerhard Bronner dans son Cabaret Fledermaus.
Avec Gerhard Bronner et Peter Wehle, elle a été l'un des membres fondateurs de l'émission de radio-cabaret Der Guglhupf sur Österreich 1, qui a été diffusée du 30 octobre 1978 au 28 juin 2009, tous les dimanches matin. Elle a été diffusée pour la dernière fois le 28 juin 2009. Krainer a participé à huit séries télévisées et films, dont l'émission Seniorenclub sur ORF6, et a composé la bande sonore de la série télévisée Dalli Dalli. En 1984, elle a été la première non-viennoise à recevoir le prix Johann-Nestroy
Pendant son temps libre, elle aimait jouer au tarot, en particulier à la variante Königrufen, et était également connue comme « la doyenne du tarot autrichien ». Elle a eu quelques victoires en tournoi dans ce jeu,.

## Récompenses
- 1984 : Prix Nestroy de la ville de Vienne[10]
- 1985 : Médaille d'or d'honneur du Land de Styrie[10]
- 2003 : Médaille d'or des services en Basse-Autriche[10]
- 2005 : Titre de cadre universitaire[10],[11]
- 2011 : Médaille d'or d'honneur pour services rendus à l'État de Vienne[10]

## Discographie
- Lore Krainer singt Anti-Schlager, Ariola 63 413